# Helicoverpa confusa
Helicoverpa confusa là một loài bướm đêm đã tuyệt chủng trong họ Noctuidae. Đây là loài đặc hữu của Hawaii.